# (15156) 2000 FK38
A (15156) 2000 FK38 a Naprendszer kisbolygóövében található aszteroida. A LINEAR projekt keretében fedezték fel 2000. március 29-én.